# Basilica di San Michele (Oleggio)
La chiesa di San Michele, già menzionata nei documenti nel 973, fu parrocchiale di Oleggio sino al XVI secolo, quando venne edificata la nuova chiesa dei Santi Apostoli Pietro e Paolo; mantiene oggi funzione di chiesa cimiteriale. La chiesa costituisce una delle principali testimonianze dell'arte romanica nel novarese sia in virtù della sua architettura, sia dei cicli di affreschi posti all'interno.

## Storia
La prima testimonianza documentale di una chiesa in Oleggio dedicata a San Michele è del 973: si tratta dell'antica chiesa di matrice longobarda evidenziata dagli scavi archeologici del 2001, sui resti della quale, probabilmente verso la metà nell'XI secolo, venne costruita l'attuale chiesa basilicale protoromanica.
In una citazione del 1133 si ricorda come, a quella data, la chiesa avesse assunto la dignità pievana; nel 1347 è ricordata nelle Consignationes redatte dal vescovo di Novara Guglielmo da Cremona come chiesa parrocchiale del borgo di Oleggio.
Durante il XVI secolo la chiesa venne abbandonata a vantaggio della nuova parrocchiale di San Pietro, situata nell'antico "castro".
La chiesa andò progressivamente in rovina e solo alcuni interventi manutentivi, finalizzati a conservarne la funzione di chiesa cimiteriale, ne hanno scongiurato la scomparsa.

## Struttura della chiesa

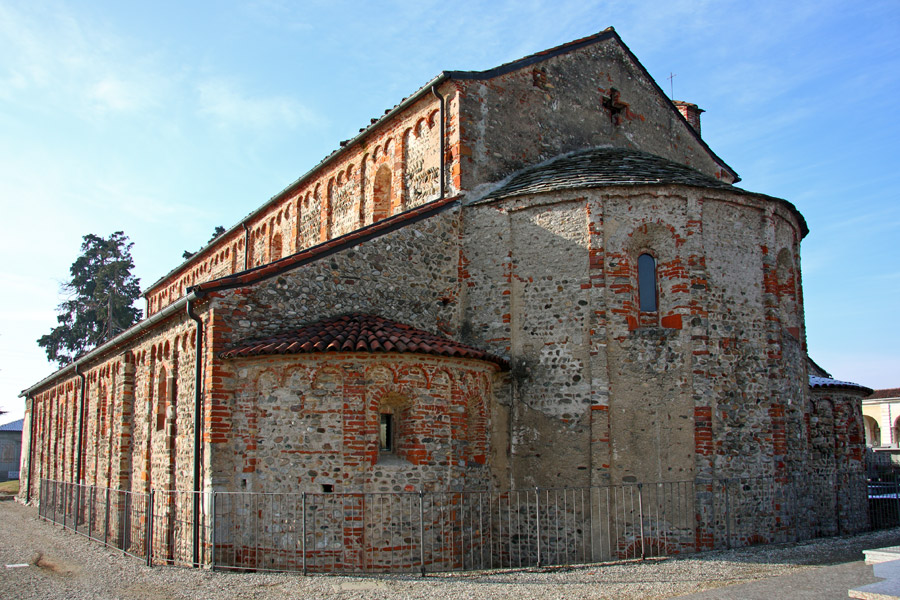
Le absidi della chiesa

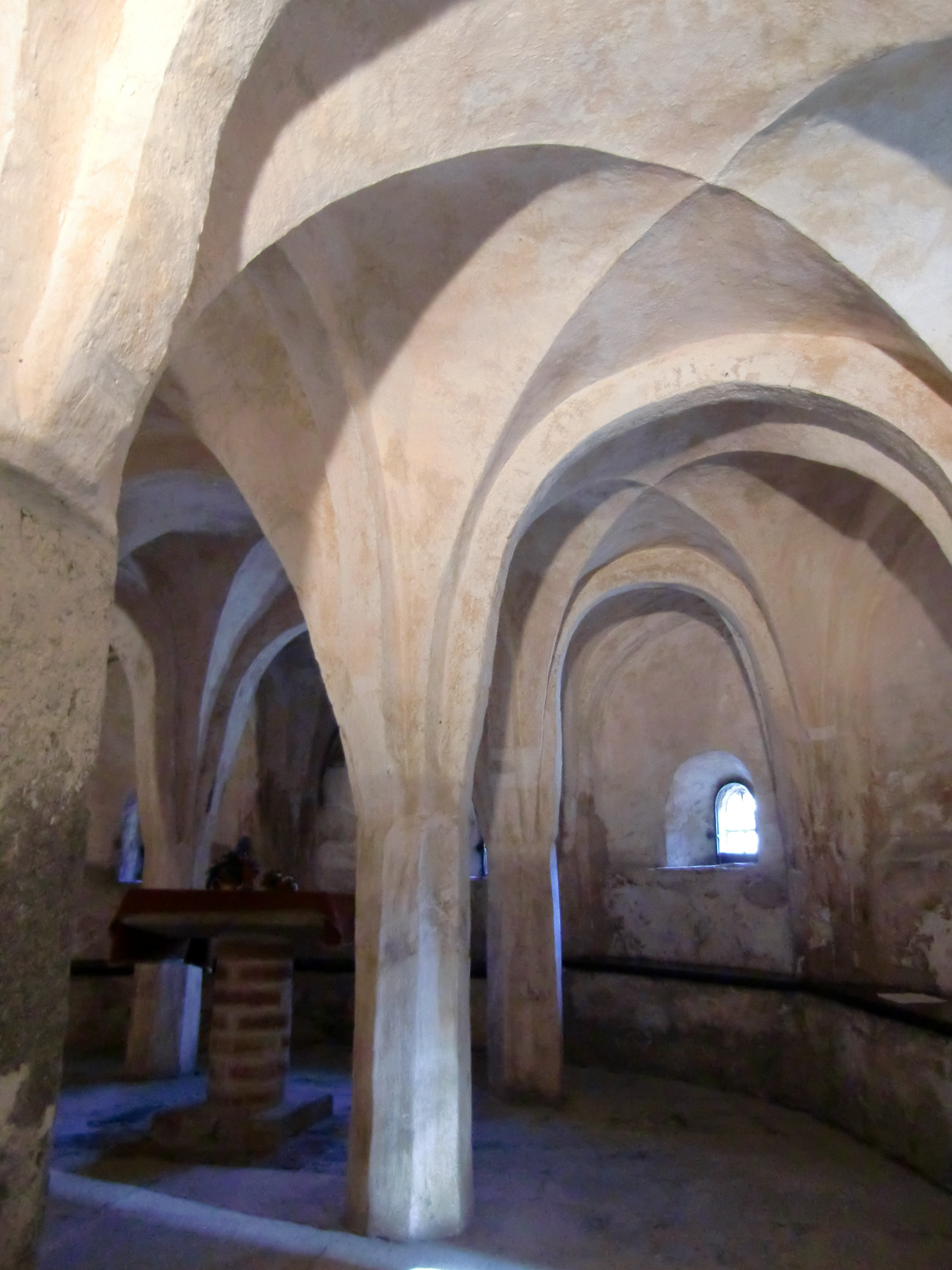
Veduta della cripta

La struttura architettonica della chiesa, di tipo basilicale, ha conservato nel tempo il suo stile romanico arcaico. Le murature, costituite da un alternarsi di ciottoli di fiume e da parti in laterizio, conferiscono all'edificio un singolare effetto cromatico.
Presenta una facciata a salienti che lascia intuire la divisione interna in tre navate; la sua ripartizione in specchiature è sottolineata da lesene che si raccordano fra loro con archetti pensili. L'osservazione della facciata rende palesi alcune asimmetrie sia nelle dimensioni delle due navate laterali, sia nella collocazione della porta d'ingresso posta in posizione eccentrica rispetto all'asse longitudinale della facciata, cosa che verosimilmente si spiega con l'adattamento della costruzione alle strutture murarie del preesistente luogo di culto. La fisionomia della facciata è un poco alterata dall'apertura di una finestra in corrispondenza della navata sud, finestra che si apriva verso l'ossario costruito nel 1710 e demolito all'inizio del Novecento.
Le pareti laterali sono anch'esse decorate da lesene ed archetti pensili in laterizio; in esse si aprono monofore fortemente strombate verso l'esterno. Lo stesso sobrio linguaggio decorativo caratterizza la superficie semicircolare dell'abside centrale e delle due absidi minori, che delinitano le navate laterali.
L'interno è diviso in tre navate – con quella centrale più ampia ed alta delle altre - separate da pilastri rettangolari, senza base e senza capitello,  collegati tra loro da archi a tutto sesto. La copertura delle tre navate è a capriate.
Il presbiterio - come avviene spesso nelle basiliche romaniche - è in posizione rialzata rispetto al pavimento della chiesa: vi si accede attraverso due scale accoppiate con nove scalini. Al di sotto del presbiterio è posta una cripta alla quale si accede dalle navate laterali. Colonne alquanto rozze (alcune a sezione quadrata, altre a sezione ottagonale), prive di base e capitello, delimitano le tre navatelle in cui la cripta è ripartita. Le colonne sostengono una bassa volte a crociera segnata da marcate nervature che denotano, all'altezza di quegli anni, una sapiente capacità costruttiva.

## Gli affreschi

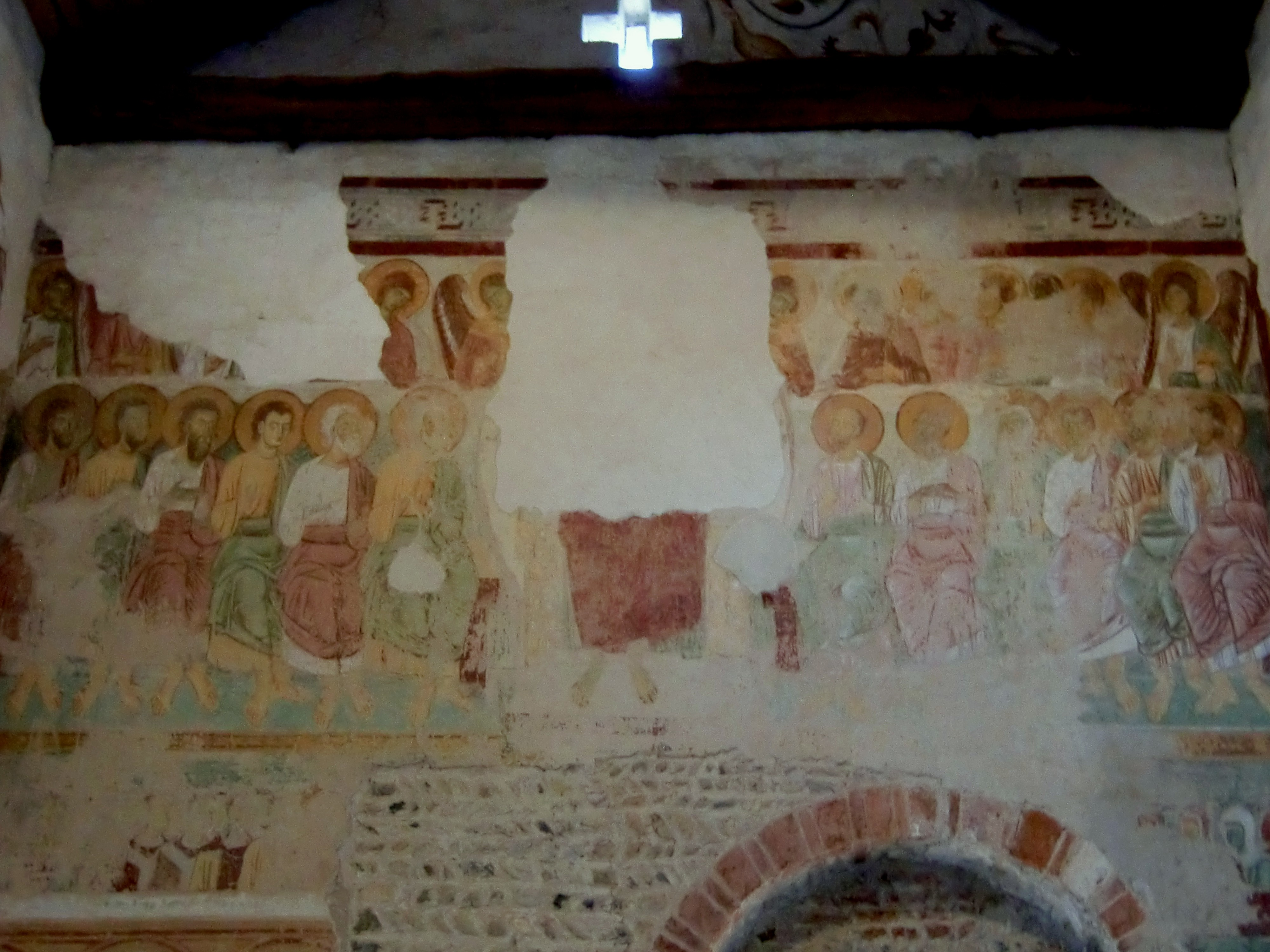
Controfacciata, affreschi del Giudizio Universale

La chiesa conserva al suo interno quel che resta di importanti cicli di affreschi romanici databili nella seconda metà dell'XI; essi rappresentano uno dei pochi esempi di arte romanica ancora visibili nel Nord Italia. 
In controfacciata si dispiega una grande rappresentazione del Giudizio Universale, con al centro la figura (ormai quasi completamente illeggibile) del Cristo Giudice; ai lati troviamo, nel registro superiore, figure di Angeli e Santi con la Vergine Maria; nel secondo registro sono rappresentati gli Apostoli; nel successivo, ritratte a mezzobusto, si riconoscono figure di dignitari ecclesiastici e di monaci. Più in basso ancora, sulla sinistra a fianco della porta d'ingresso, troviamo (poste sotto corone sospese che ne sottolineano la maestà), tre figure di Patriarchi che reggono tra le mani le anime dei beati; a destra doveva trovarsi la raffigurazione delle anime dei dannati, oggi completamente perduta.
Altri affreschi romanici occupano le pareti laterali, all'angolo con la controfacciata: su quella destra si osserva una scena che ha luogo in un ambiente urbano e che può essere interpretata come il Rinvenimento (o la traslazione) del corpo di un Santo; sull'altro lato sono sopravvissuti solo frammenti di affresco, tra cui una bella immagine della Madonna Addolorata.
Assieme alle immagini sacre troviamo decorazioni con motivi geometrici e suggestive immagini del mondo animale (pavoni, cervi, ecc.) inserite nel ciclo di affreschi per il loro significato simbolico

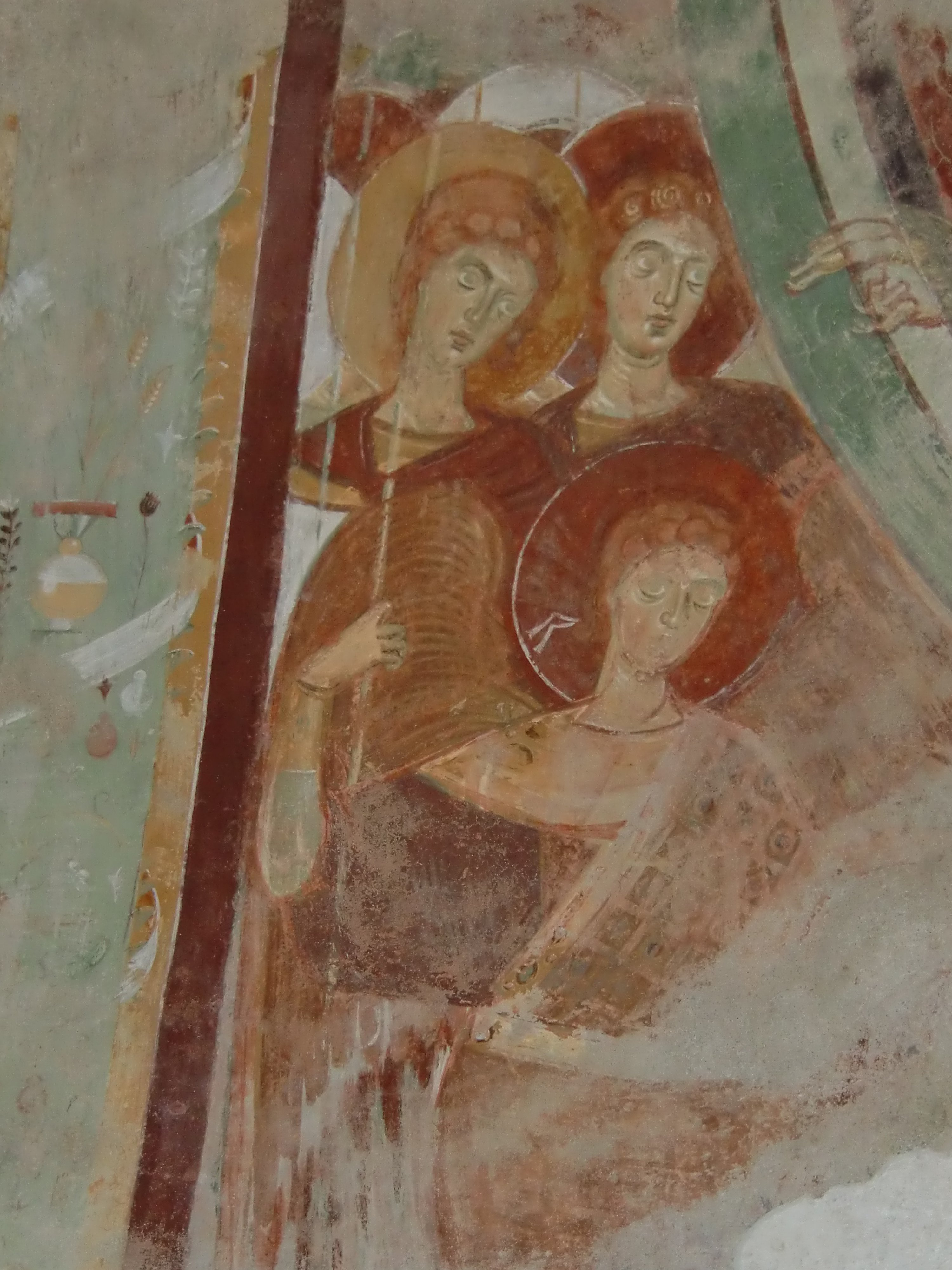
San Michele Arcangelo che guida una schiera di angeli, catino dell'abside

Un altro importante ciclo di affreschi popola l'abside centrale. Vi troviamo (alquanto rovinata ma ancora debolmente leggibile) la figura del Cristo Pantocratore, e sulla sinistra, posta accanto alla mandorla che lo racchiude, l'immagine di San Michele Arcangelo che guida una schiera di angeli; sulla destra si intravede oggi solamente quella che doveva essere la figura della Madonna riccamente addobbata secondo i canoni dell'Arte Bizantina.
Più in basso, sotto una decorazione a nastri e motivi floreali , troviamo (frammiste a resti di affreschi di fine quattrocento che vi erano stati sovrapposti) scene che sono rimaste a lungo prive di identificazione. La critica più recente vi ha visto una raffigurazione per immagini del Liber de apparitione sancti Michaelis in Monte Gargano (VIII secolo): vi si riconoscono l'episodio del pastore che dopo aver scagliato una freccia contro un toro fuggito dal suo gregge viene colpito dalla stessa freccia che torna misteriosamente indietro; l'episodio successivo, tratto dallo stesso libro, mostra San Michele alla testa di un gruppo di Sipontini armati in guerra contro i Napoletani
Nel catino dell'abside destra troviamo un altro Cristo Pantocratore in una mandorla sorretta da figure di angeli, e nel registro inferiore figure di Diaconi.
Nulla si conosce riguardo alla committenza di cicli di affreschi così ricchi ed importanti; gli artisti impegnati nell'impresa decorativa mostrano di sapersi muovere con sicurezza sulla scia della tradizione della pittura bizantina.
Oltre agli affreschi romanici troviamo nella basilica altre opere pittoriche. Sopra l'arcaico altar maggiore si trova una Crocifissione con la Madonna, Maria Maddalena, San Giovanni Evangelista e San Michele Arcangelo, opera senza troppe pretese artistiche datata 1587. Alcuni dipinti di maggior valore si trovano sui pilastri della navata centrale: una Resurrezione del Cristo databile tra la fine XV e l'inizio del XVI secolo è opera della bottega novarese dei Cagnola (segnatamente di Francesco, figlio del capostipite); sul primo pilastro entrando a destra è raffigurato un San Michele Arcangelo dipinta dal pittore di origine polacca, ma oleggese di adozione, Johannes Maria de Rumo attivo verso la metà del XVI secolo.

## Galleria d'immagini

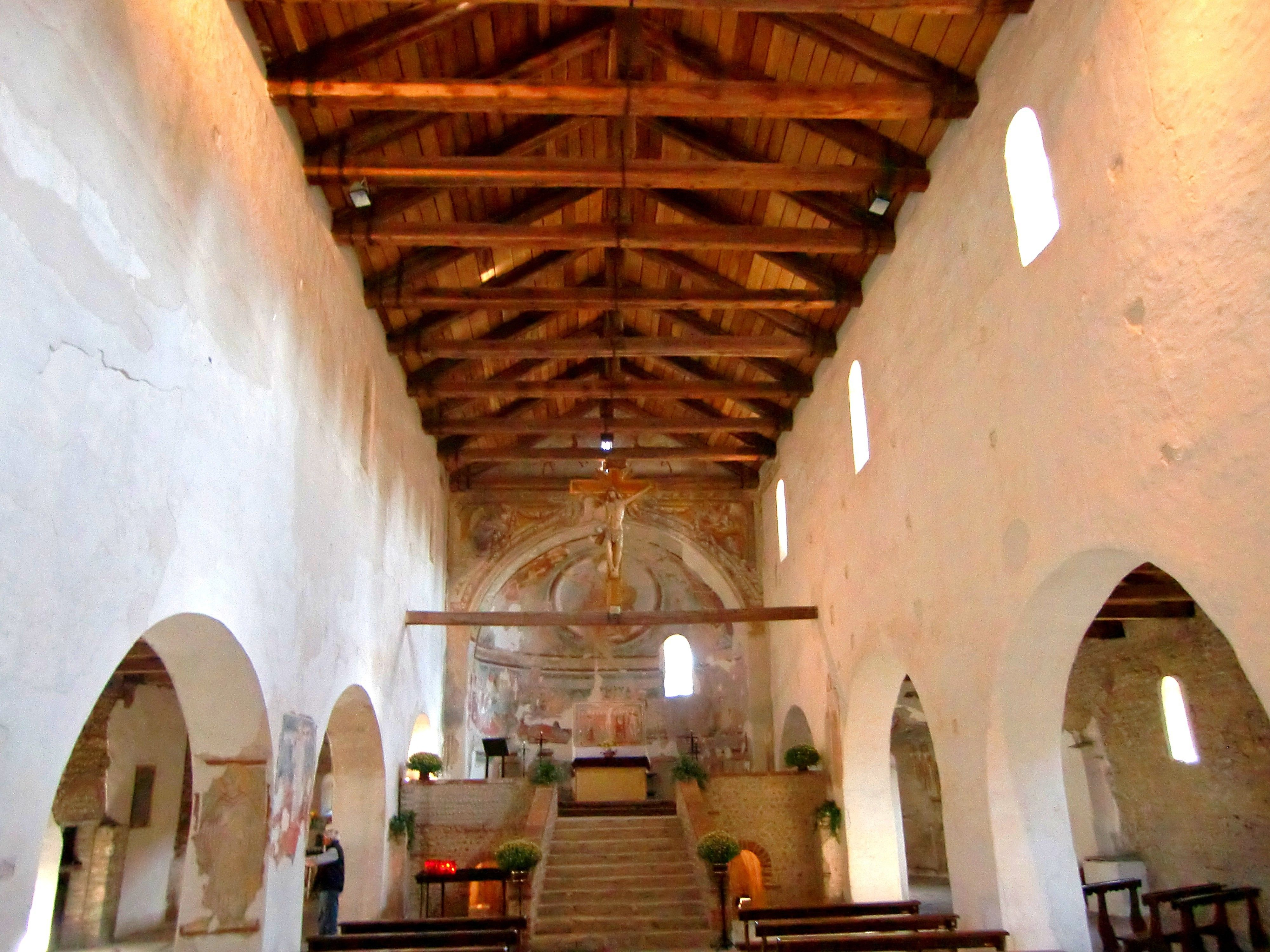
Veduta della navata centrale
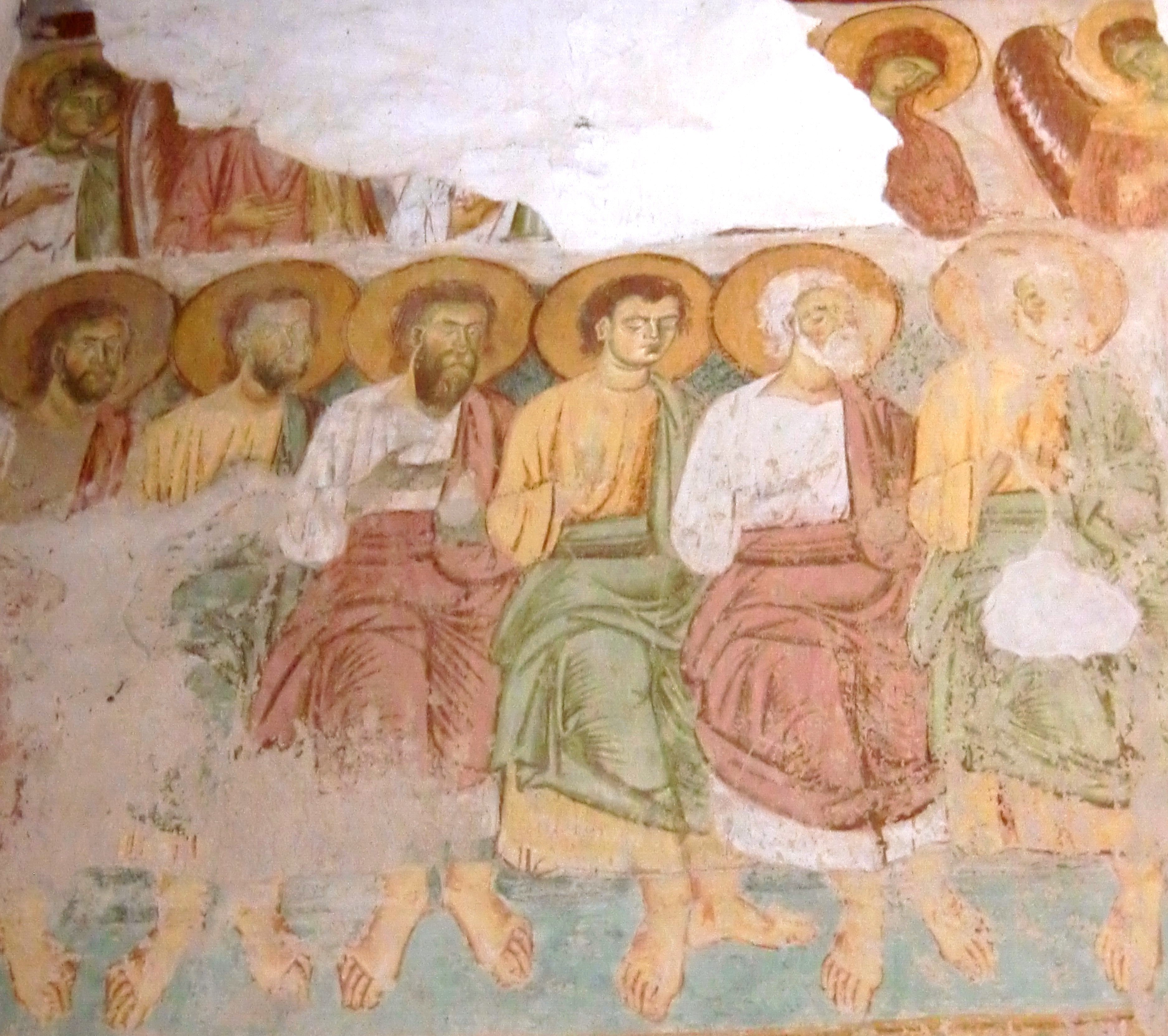
Giudizio Universale, (partic. degli Apostoli), affresco romanico, controfacciata
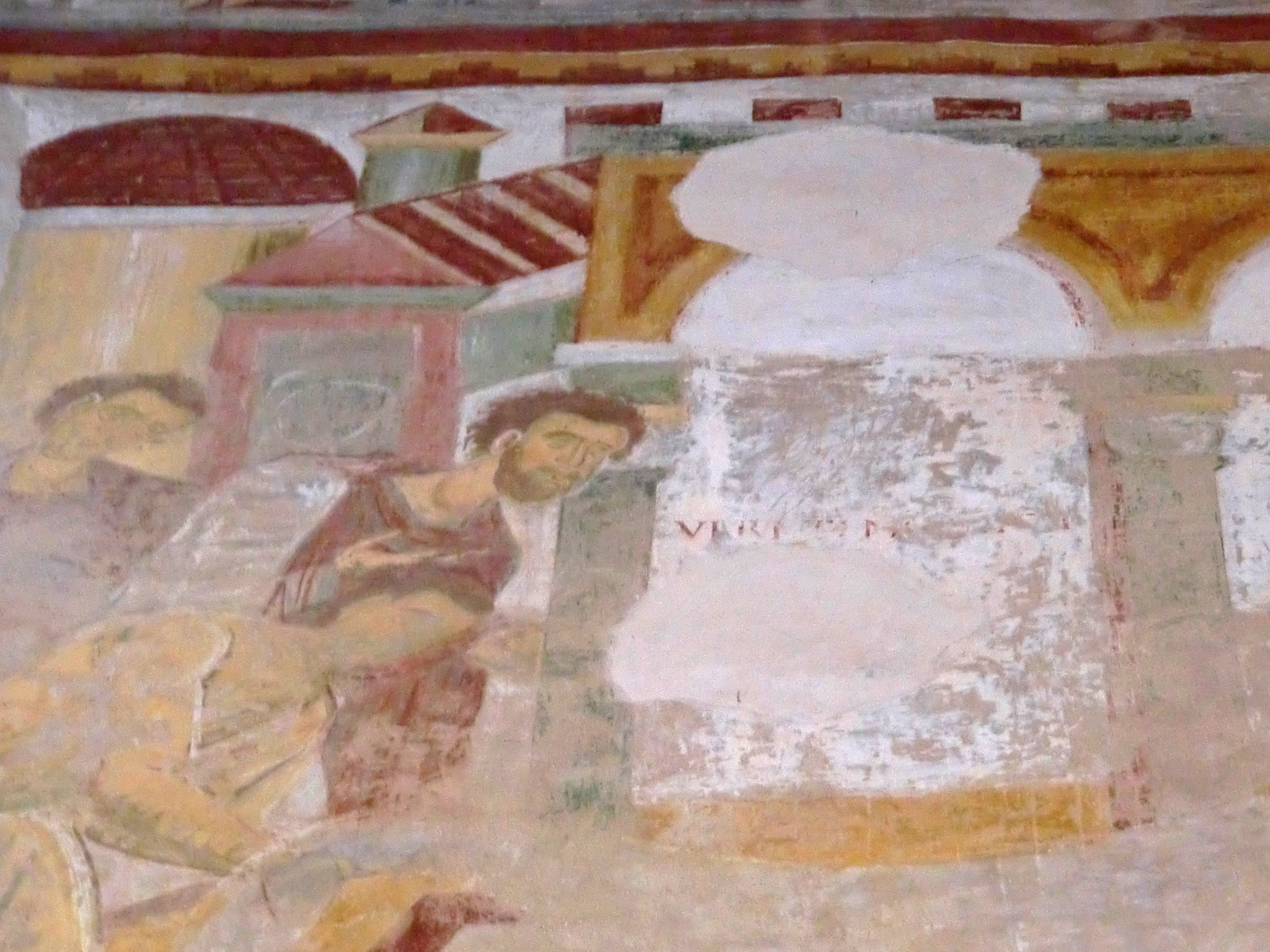
Sepoltura (o ritrovamento) del corpo di un santo, affresco romanico, navata centrale (parete destra)
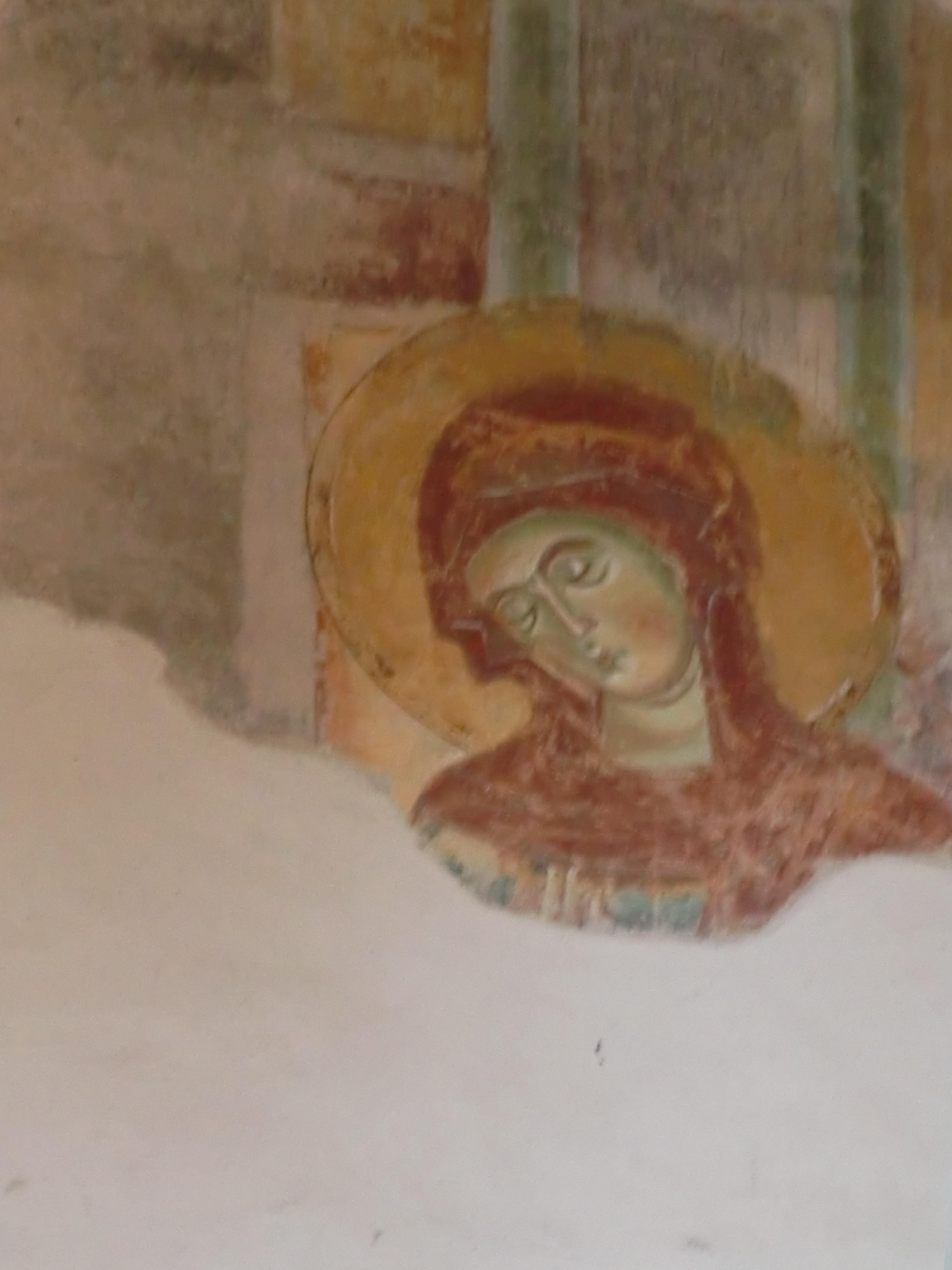
Madonna addolorata, affresco romanico, navata centrale (parete sinistra)
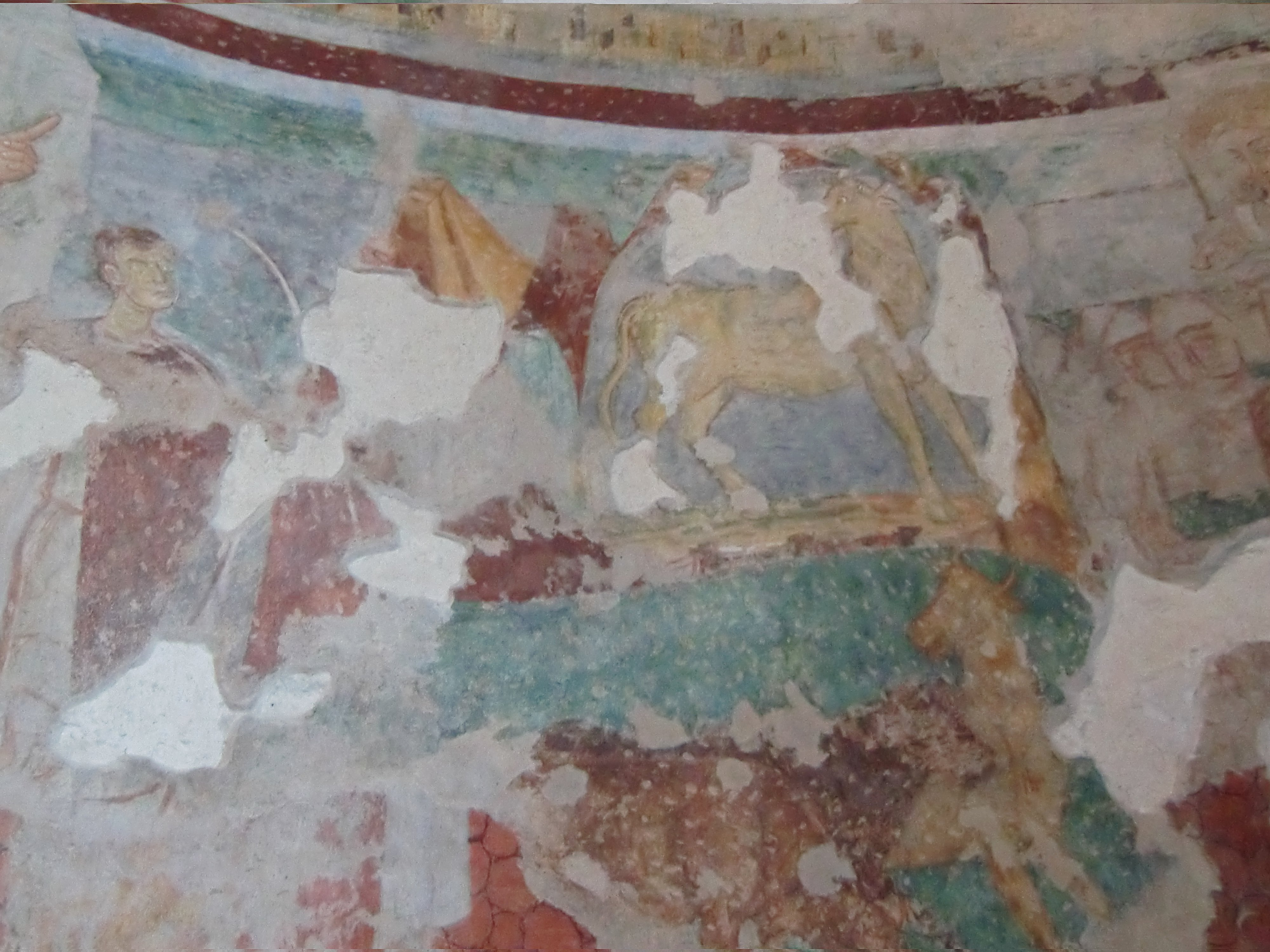
Episodio del Liber de apparitione sancti Michaelis in Monte Gargano, affresco romanico, tamburo dell'abside centrale
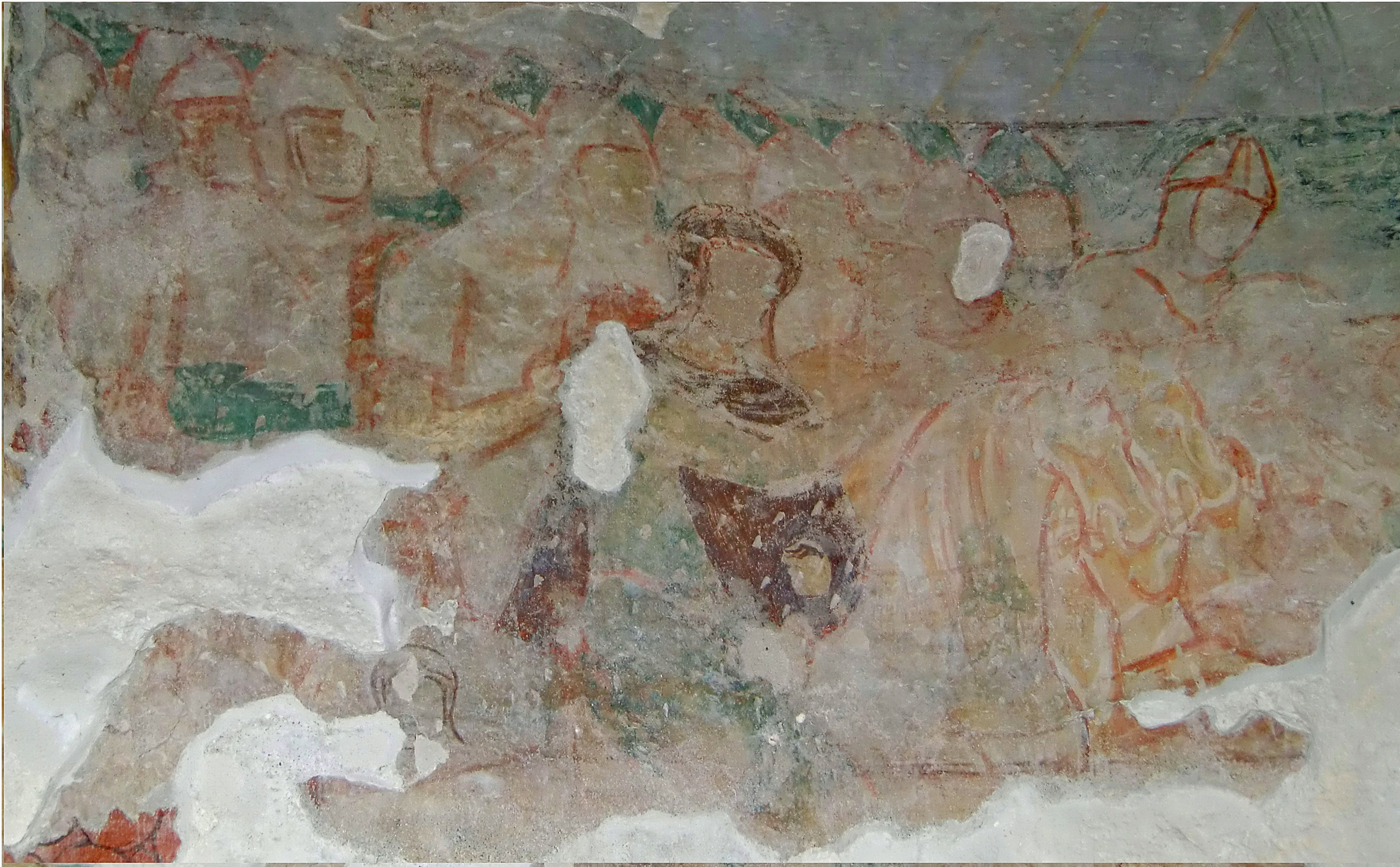
Battaglia dei Sipontini contro i Napoletani, affresco romanico, tamburo dell'abside centrale
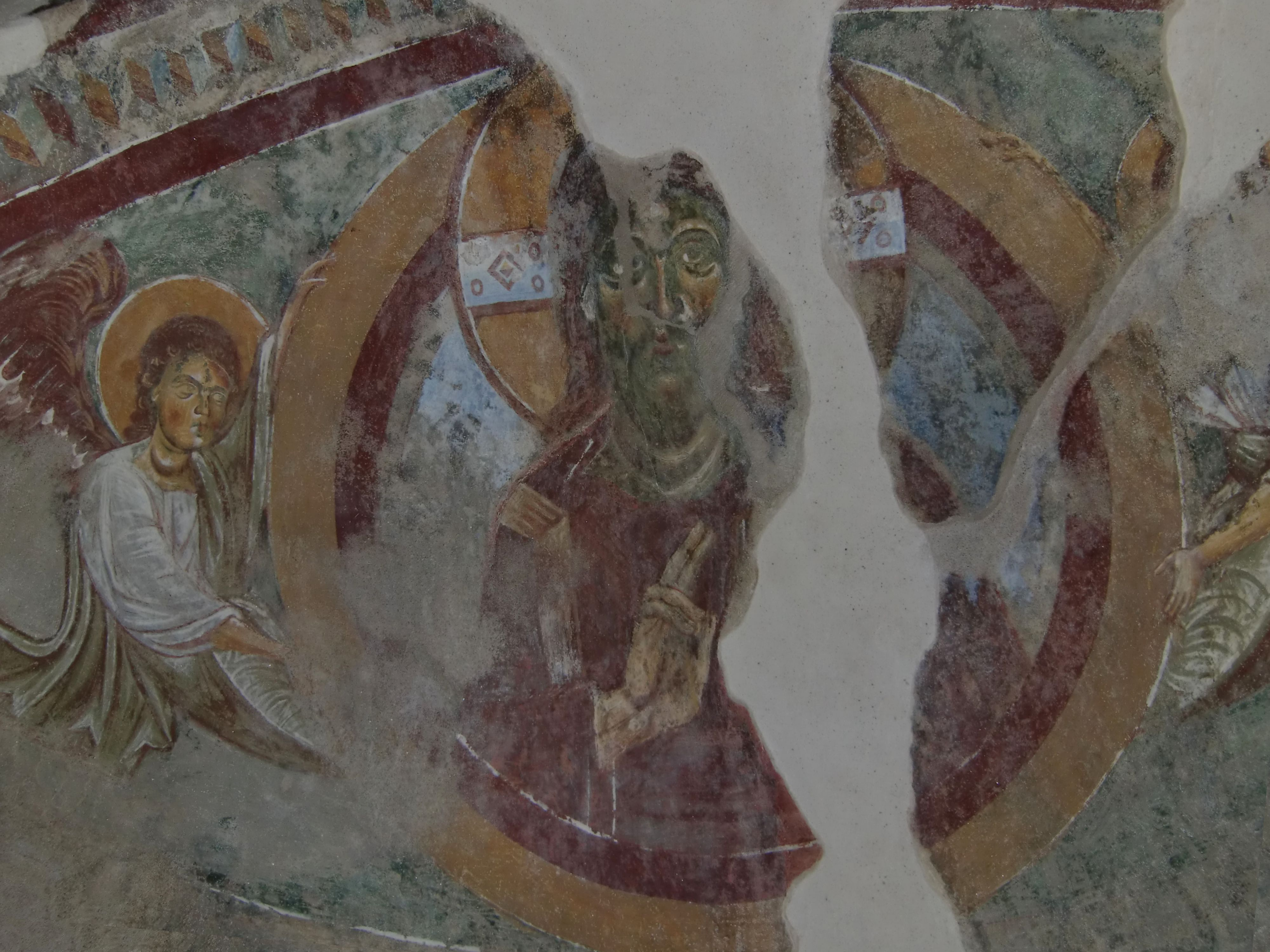
Cristo Pantocratore, affresco romanico, abside destra
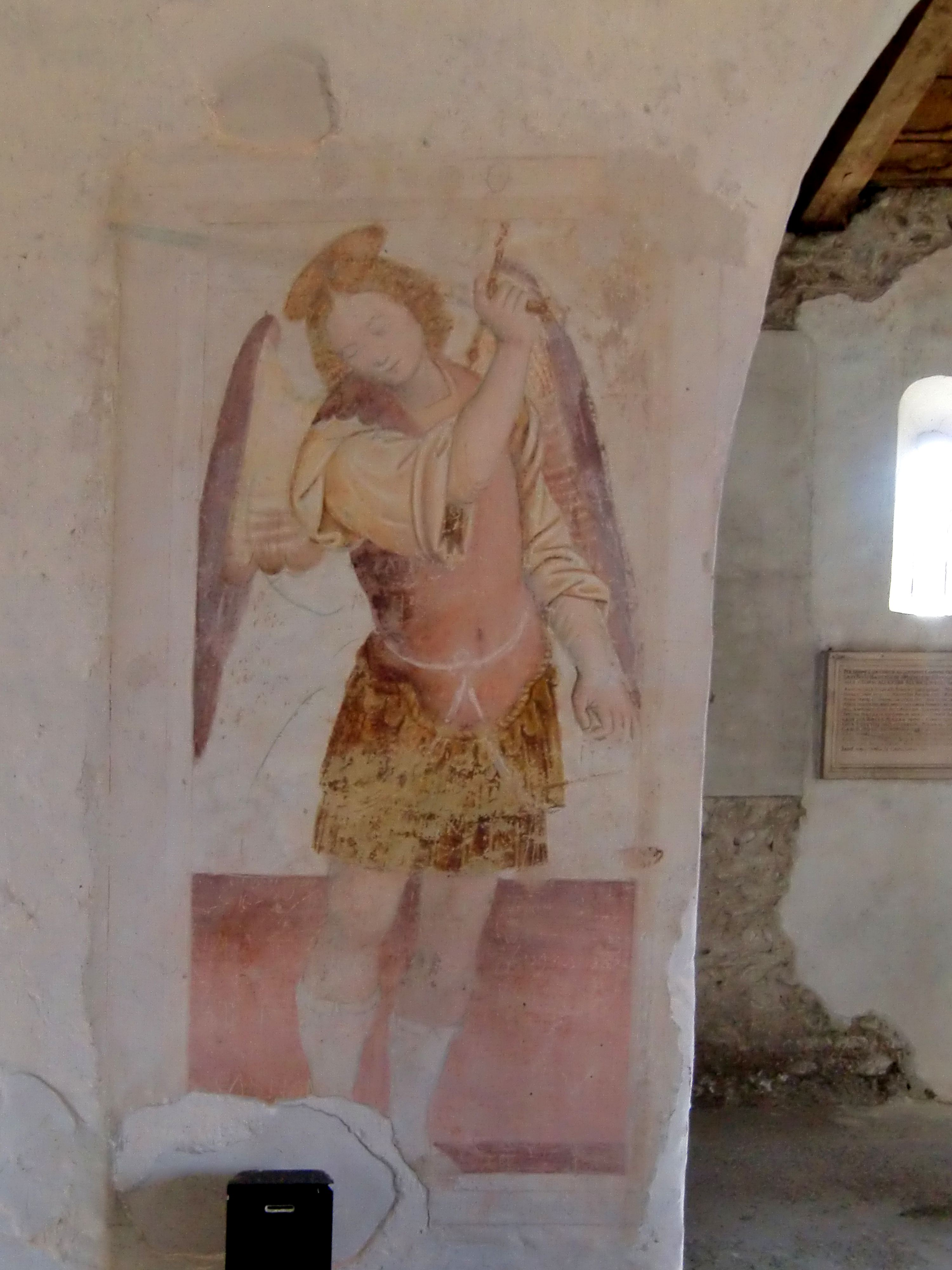
Johannes Maria de Rumo, San Michele Arcangelo, metà del sec. XVI, pilastro della navata centrale